# SEAT Alhambra

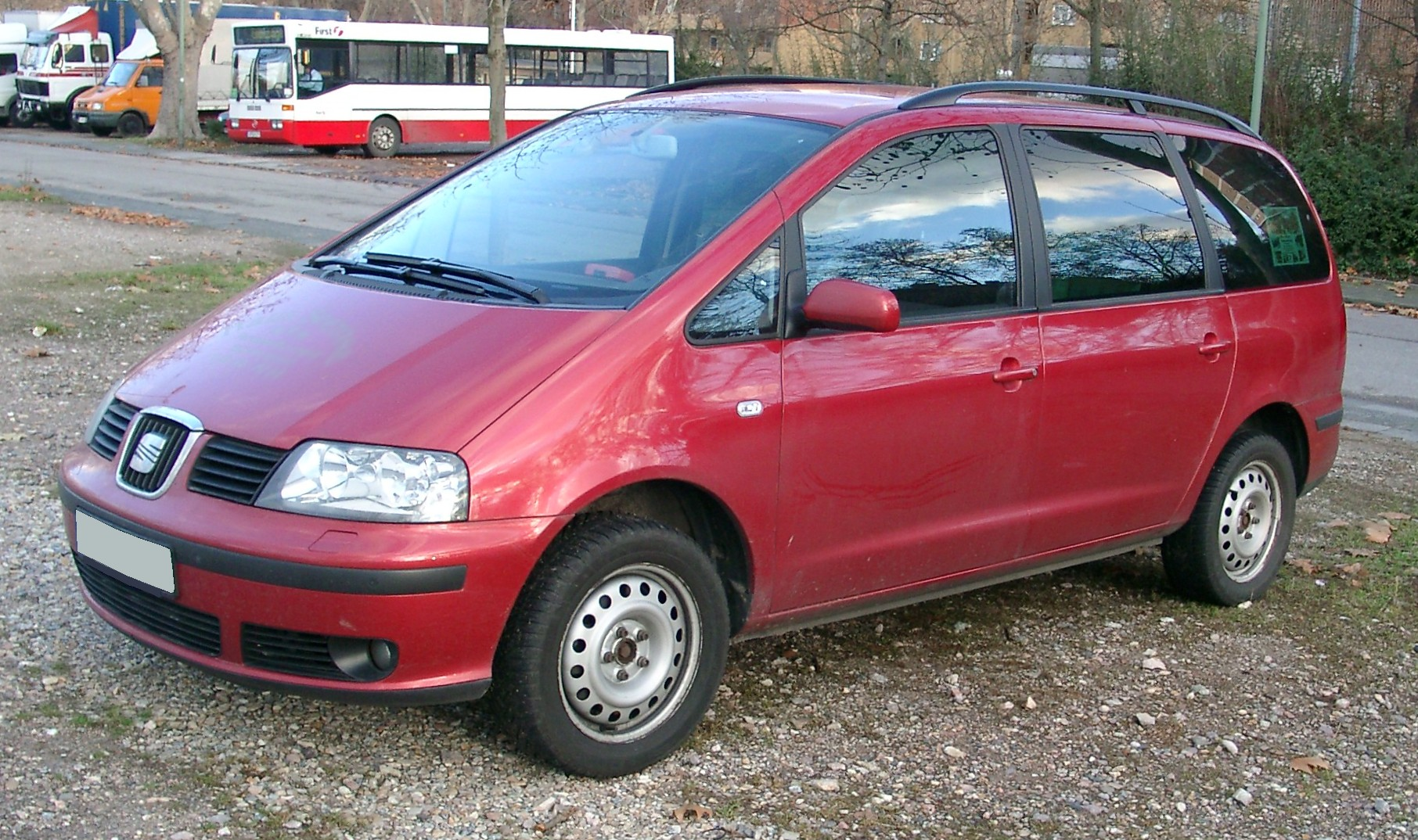
SEAT Alhambra 1996 - 2010

El SEAT Alhambra és un monovolum del segment D produït pel fabricant SEAT des de l'any 1996. Va ser desenvolupat en conjunt amb el fabricant alemany Volkswagen i el nord-americà Ford Motor Company, i es fabrica a la factoria d'AutoEuropa, a Portugal.

## Història
L'Alhambra va ser dissenyat conjuntament per Seat, Volkswagen i Ford, que produeixen pràcticament el mateix model (SEAT Alhambra, Ford Galaxy i Volkswagen Sharan) amb similars característiques, però diferents motors i interiors. L'Alhambra ofereix la possibilitat de tenir set seients.
En l'any 2000, va rebre una reestilització per a adequar-ho a la nova imatge de la marca, adoptant així la forma que anteriorment havien pres els seus "germans": el Sharan i el Galaxy, amb nous llums del darrere i davantera, una graella dividida en tres parts, com la resta de la gamma Seat i un disseny menys arrodonit, però fidel al seu estil familiar.

## Motoritzacions
- Gasolina - 2.8 V6 204 CV amb tracció a les quatre rodes
- Gasolina - 2.8 V6 204 CV amb Tiptronic
- Gasolina - 2.8 V6 204 CV
- Gasolina - 2.0 115 CV
- Gasolina - 20VT 150 CV amb Tiptronic
- Gasolina - 20VT 150 CV
- Dièsel - 1.9 TDI 115 CV amb tracció a les quatre rodes
- Dièsel - 1.9 TDI 115 CV amb Tiptronic
- Dièsel - 1.9 TDI 115 CV